# 고우석 (1998년)
고우석(高祐錫, 1998년 8월 6일~)은 대한민국의 야구 선수로 디트로이트 타이거스의  투수로 활동 하고 있다.

## 아마추어 시절
충암고등학교 2학년 때 7승 1패, 1점대 방어율을 기록하며 이 때부터 서울권 고교 최대어라는 수식어가 붙었다. 2017년에 1차 지명 서울권 1순위 지명권을 가지고 있던 LG 트윈스에 지명됐다.

## LG 트윈스시절

### 2017년 시즌
신인으로서 스프링 캠프에 합류했다. 4월 14일에 이병규와 함께 1군에 등록됐다. 4월 16일 kt전에 구원 등판하며 데뷔 첫 경기를 치렀고, 경기에서 1이닝 5실점을 기록했다.

### 2018년 시즌
6월 17일 KIA전에서 2.1이닝 4실점으로 데뷔 첫 승을 기록했다.
이후 주축 불펜 투수로 활약했다.

### 2019년 시즌
시즌 초 필승조로 활동했다. 4월 중순에 마무리 투수였던 정찬헌이 허리 통증으로 인해 2군으로 내려가며 마무리 투수로 활동했다. 1점대 평균자책점, 35세이브를 기록했고, 최연소 30세이브 기록을 세웠다.

### 2020년 시즌
시즌 초 부상을 입어 그를 대신해 이상규가 임시 마무리로 활동했고, 7월 중순에 마무리 투수로 복귀했다.

### 2021년 시즌
시즌 63경기에 등판해 1승 5패, 30세이브, 2점대 평균자책점을 기록했다.

### 2022년 시즌
시즌 61경기에 등판해 4승 2패, 42세이브, 1점대 평균자책점을 기록했다.

### 2023년 시즌
최고 구속을 157km/h까지 끌어올렸다.

## 마이너-메이저리거 시절
2024년에 샌디에이고 파드리스에 입단하였다. 계약 기간은 2년으로 계약금은 4,500,000 달러이다.
2024년 5월 4일 마이애미 말린스로 트레이드 되었다(4 대 1 트레이드). 연봉은 2,250,000 달러이다.
2025년 6월 17일 마이애미 말린스로 부터 방출통보를 받고 방출되었다.
2025년 6월 24일 디트로이트 타이거스 산하 트리플A 구단인 톨리도 머드헨스의 홈구장으로 이동해 구단 관계자들을 만나 마이너 계약을 맺으며 미국 생활을 이어나가게 되었다. 불펜데이가 잦은 디트로이트 입장에서는 본 기량만 회복한다면 메이저에서 쓸만한 불펜투수를 최저연봉만 지급하면 되는 위험부담이 없는 로또를 사들인 셈이고 고우석은 이를 기회로 삼아 빅리그 콜업을 노릴 것으로 보인다. (메이저리거 고우석이 되는 것에 귀추가 주목되고 있다.)
7월 말, 고우석의 부상으로 빅리그 도전은 거의 끝난 셈이나 다름없다.(복귀는 9월달로 예상된다.)

## 국가대표팀 경력
- 제11회 아시아 청소년 야구 선수권 대회
- 제 2회 WBSC 프리미어 12
- 2021년 하계 올림픽 야구
- 2022년 아시안 게임
- 2023년 WBC

## 개인사
2023년 1월 6일 야구 선수인 이종범의 딸이자 이정후의 여동생인 이가현과 결혼했다. 같은 해 11월 아들인 고태현이 태어났다.
그의 사촌 형은 전 두산 베어스의 투수인 유재유이고, 처남은 NC 다이노스의 내야수인 윤형준이다.

## 경기 스타일
구종은 스플리터, 커브, 슬라이더 등이 있으나 2023년에 들어 주로 타자들을 150km/h의 빠른 공을 던져서 상대한다. 구종 구사율은 직구가 90%이다.

## 수상
- 2015년 대한 야구협회장기 전국 고교 야구 대회 감투상
- 2022년 KBO리그 세이브왕

## 별명
- 부진한 모습을 보일 때 '고우석탄', '고우석유'라고 불린다.
- 고우도리

## 출신 학교
- 인천서림초등학교(전학) → 서울갈산초등학교
- 양천중학교
- 충암고등학교

## 통산 기록
| 연도 | 팀명  | 평균자책점 | 경기 | 완투 | 완봉 | 승 | 패 | 세  | 홀 | 승률  | 타자 | 이닝  | 피안타 | 피홈런 | 볼넷 | 사구 | 탈삼진 | 실점 | 자책점 |
| ---- | ----- | ---------- | ---- | ---- | ---- | -- | -- | --- | -- | ----- | ---- | ----- | ------ | ------ | ---- | ---- | ------ | ---- | ------ |
| 2017 | LG    | 4.50       | 25   | 0    | 0    | 0  | 0  | 0   | 1  | -     | 118  | 26    | 30     | 2      | 11   | 2    | 23     | 13   | 13     |
| 2018 | LG    | 5.91       | 56   | 0    | 0    | 3  | 5  | 0   | 3  | 0.375 | 312  | 67    | 69     | 10     | 37   | 5    | 44     | 51   | 44     |
| 2019 | LG    | 1.52       | 65   | 0    | 0    | 8  | 2  | 35  | 1  | 0.800 | 288  | 71    | 47     | 4      | 30   | 4    | 76     | 13   | 12     |
| 2020 | LG    | 4.10       | 40   | 0    | 0    | 0  | 4  | 17  | 1  | 0.000 | 183  | 41.2  | 37     | 2      | 19   | 2    | 51     | 22   | 19     |
| 2021 | LG    | 2.17       | 63   | 0    | 0    | 1  | 5  | 30  | 0  | 1.167 | 240  | 58    | 47     | 3      | 23   | 3    | 68     | 15   | 14     |
| 2022 | LG    | 1.48       | 61   | 0    | 0    | 4  | 2  | 42  | 0  | 0.667 | 240  | 60.3  | 37     | 6      | 21   | 1    | 80     | 12   | 10     |
| 통산 | 6시즌 | 3.11       | 310  | 0    | 0    | 16 | 17 | 124 | 6  | 0.471 | 1381 | 324.3 | 267    | 27     | 141  | 17   | 342    | 126  | 112    |